# Dodge M4S
La Dodge M4S est un prototype de voiture coupé sport américain conçu et construit par Dodge en 1981 en tant que véhicule de démonstration technologique. Elle a été conçue par le designer en chef de Dodge, Bob Ackerman. 

## Présentation
La désignation M4S signifie "Mid-engine (moteur central), 4-cylindres, Sport". Dès sa conception, la voiture était destinée à être construite en tant que prototype de course entièrement pilotable plutôt qu'en tant que véhicule d'exposition. Parce qu'elle était destinée à être utilisée comme voiture de course, elle a été conçue pour atteindre une vitesse de pointe de 322 km/h.
Chrysler a conçu la carrosserie et effectué des tests approfondis en soufflerie pour atteindre un coefficient de traînée de 0.236. Bien que la voiture ait été conçue par Chrysler, la construction proprement dite du véhicule était assurée par des sous-traitants. Le châssis semi-monocoque de la voiture de course a été commandé à Huffaker de Californie. 3-D Industries de Madison Heights, Michigan a modélisé la carrosserie et créé des moules. Special Projects, Inc. de Plymouth, Michigan a coulé les panneaux de carrosserie, assemblé la carrosserie et l'intérieur, et a donné à la voiture sa couleur de peinture «root beer brown» en peignant des couches de perles sur une couche de base noire. Specialized Vehicles, Inc., de Troy, Michigan, s'est chargé de la fabrication, de l'assemblage final et de la maintenance de la voiture terminée.
La voiture fait son apparition dans le film de science-fiction Phantom en 1986. La voiture à moteur central a une vitesse maximale testée et confirmée de 313,5 km/h et peut aller de 0 à 97 km/h en 4,1 secondes avec plus de 440 ch (328 kW) sous le capot provenant de la cylindrée relativement faible du moteur 4 cylindres turbocompressé de 2,2 L.
La voiture a depuis acquis un culte enthousiaste, provoqué par la renommée qu'elle a acquise en apparaissant dans Phantom,.